# Dysnymphus bioculata
Dysnymphus bioculata är en fjärilsart som beskrevs av Holland 1893. Dysnymphus bioculata ingår i släktet Dysnymphus och familjen mätare. Inga underarter finns listade i Catalogue of Life.